# 園田あいか
園田 あいか（そのだ あいか、2002年9月3日 - ）は、日本の女優、女性タレント、元アイドル。ホリプロ所属。
熊本県出身。

## 来歴
5歳のときに事務所に入り、熊本で芸能活動を行っていた。テレビ、CM、モデル、イベント等で活躍していたが、2017年に上京。子役には珍しく、事務所入りは自ら切り出したものである。
小学生の頃から東京で活動したいという強い憧れを持っており、母親の友人経由でオフィス彩の面接を受ける。
2017年7月20日、アイドルユニットカメトレに加入。
2018年3月、雑誌『ヤングジャンプ』プレゼントページにグラビアが掲載。6月、『ヤングジャンプ』のオーディション・制コレ18にエントリー。8月、舞台『スリーアウト〜プレイボール篇〜』に出演。
2018年6月5日、ぱちょと んぱ生誕イベント『pacio to ‘npa “pajamas (birthday) party”』に 園田あいか 単独で出演。9月27日、園田あいか生誕イベント「ソノダーランド 〜園田あいか生誕祭〜」にて イツカ を再編集した「マタイツカ」を初披露。また、園田あいかソロ新曲「ソノダーランド」を初披露。10月21日、tapes lounge vol.4 にて、園田あいかソロ新曲「ホタテのおかげ」を初披露。
2019年2月、映画『あまのがわ』に出演。同月、舞台『カーテンコール 〜curtain call〜』に出演。
2019年8月、療養のために芸能活動を休止。同年10月、活動を再開。
2020年6月、カメトレが活動終了。
2020年12月、『舞台 少女ヨルハ ver1.1a』に出演。
2021年8月からワイケーエージェント所属となった。
2022年1月、オフィシャルサイト、オフィシャルファンクラブ「そのふぁみ」開設。
2025年6月、ホリプロに所属したことを発表。

## 人物
- 特技は水泳と熊本弁。
- ホタテが大好物。

## 出演

### 映画
- あまのがわ（2019年） - 犬飼雪葉 役[15][16]
  - 杉本彩と共演。
  - 第31回 東京国際映画祭 特別招待作品に選出。
- カーテンコール 〜curtain call〜（2019年） - 紗理奈 役
- Smile（2021年） - 北見日向子 役[17]
  - 初の主演作品。
  - ニース国際映画祭でBestFilmを受賞[18]。
  - TOKYO青春映画祭にて最優秀青春賞、審査員特別賞を受賞。個人として最優秀女優賞、アイドル賞を受賞。
- 映画 賭ケグルイ 絶体絶命ロシアンルーレット（2021年6月1日）[19]
- 宇宙にたった2人（2021年）[20]
- スポットライトを当ててくれ! - メイ 役[21] [22]
  - 愛知県幸田町民会館で行われた特別完成試写会に登壇[23] [24]
- 劇場版SOARA2『I will. -君が未来を歩くとき-』（2021年10月29日）[25][26]
- 妖怪シェアハウス-白馬の王子様じゃないん怪-（2022年6月17日） - 女子高生 役[27]
- ビーバップのおっさん（2022年7月24日） - 美穂 役[28]
- MIRRORLIAR FILMS Season4『名もなき一篇・東京モラトリアム』（2022年9月2日）[29][30]
- NOT BEER（2022年）[31]
- 色のない少女（2023年） - 葵 役[32]

### 主催イベント
- そのぽえ vol.1 忘年会（2019年12月28日、アイエス・フィールド）[33][34]
- そのぽえ vol.2 バレンタインデーイベント（2020年2月8日）
- その誕祭 20歳になりました！（2022年9月3日）[35]

### 舞台
- 殺し屋（2016年、ゼーロンの会） - 男 役
- スリーアウト〜プレイボール篇〜（2018年8月22日 - 26日、劇団ドリームプリンセス） - 萌美 役[36][37]
- 朗読劇『Greif』（2018年12月20日 - 23日、アイエス・フィールド）[38][39]
  - 20日、22日に出演。
- カーテンコール 〜curtain call〜（2019年2月28日 - 3月3日、劇団ドリームプリンセス） - 真央 役[9][10]
- 朗読劇『Greif〜TEGAMI〜』（2019年7月25日 - 28日、アイエス・フィールド）[40][41][42]
  - 25日、27日に出演。
- 朗読劇『星と光の旅』（2021年2月19日 - 23日）
  - 2020年4月10日 - 12日に開催予定であったが、新型コロナウイルス感染症（COVID-19）の影響により開催延期となった。
- 舞台少女ヨルハ ver1.1a（2020年12月3日 - 12月6日） - 二十二号 役[43]
- 舞台 イン･ザ･ブース～高円寺七重奏(セプテット)（2021年12月） - ノブコ 役[44]

### テレビ
- 阿蘇カドリー・ドミニオン ミニドラマ
- ウェルカム!（熊本放送）
- くまもとわくわく探偵団（テレビ熊本） - リポーター
- 駅前TVサタブラ（熊本朝日放送） - キッズダンス出演
- 痛快TV スカッとジャパン（2021年1月25日、フジテレビ） - 寿司屋の店員 役
- 痛快TV スカッとジャパン（2021年4月26日、フジテレビ)
- 一夜づけ（2021年4月 - 、テレビ東京） - レギュラー 生徒9期生[45]
- 痛快TV スカッとジャパン（2021年11月22日、フジテレビ）[46]
- ZIP!（2022年4月4日 - 、日本テレビ）
  - キテルネ コーナー担当[47]

### テレビドラマ
- ザ・ハイスクール ヒーローズ 第3話（2021年8月14日、テレビ朝日） - 望月陽菜 役
- 鉄オタ道子、2万キロ 第5話（2022年2月5日、テレビ東京） - 崎村香苗 役[48][49]
- しろめし修行僧 第1話（2022年4月9日、テレビ東京） - 妹 役[50]
- 善人長屋 第5話（2022年8月5日、NHK BSプレミアム・BS4K） - お濠の方（少女期) 役[51]
- 春夏秋冬 - ひととせ - （ドルアニシリーズ2）（2022年、千葉テレビ）[52]
- ギフテッド eason2 第1話（2023年10月14日、WOWOW） - 一ノ瀬麻央 役[53]
- 日本細菌学の父・北里柴三郎～終始一貫　未来を紡いで～（2024年1月21日、テレビ熊本） - 蔵前美幸 役

### 配信
- 『舞台 少女ヨルハver1.1a』公演直前生放送（2020年11月25日、ニコニコ生放送）[54]
- よーすぴサンタ2020 #ニーアクリスマス 特番（2020年12月24日、ニコニコ生放送）[55]
- スモールワールズ ミクチャMC（2021年）[56]
  - 2021年10月19日 、2021年10月24日、2021年11月9日、2021年12月24日、2022年1月26日を担当
- エチュードワールドスター（2022年2月）[57]

### ラジオ
- くまもと元気マガジン（熊本シティエフエム） - パーソナリティ、「あいかの部屋」担当[58]
- #おーたPの部屋（2021年4月8日、渋谷クロスFM）[59]
- オレたちゴチャ・まぜっ!〜集まれヤンヤン〜（2021年4月25日 -2022年4月17日 、MBSラジオ） - ヤンヤンガールズ13期生

### CM、プロモーション
- 熊本サンQ カット
- 熊本Hellow Every
- 熊本日日新聞
- サンリオイメージCM 全国放送（YouTube）
- 「Classiポートフォリオ」紹介動画（2018年4月12日、株式会社Classi）[60]
- 東進ハイスクール「全国統一高校生テストCM」（2018年5月10日、東進ハイスクール）[61]
- BS11 CM 「BS11の妖精」（2018年5月28日、日本BS放送株式会社）[62]
- ベイクド・デリ ウェブCM 初LINE編（2018年12月11日、井村屋）[63][64][65]
- 高校生向け手帳「今未来手帳」紹介ムービー（2018年2月18日、株式会社ラーンズ）[66][67][68]
- 薬物乱用防止 スポット映像 白い粉の涙編（2019年6月17日、警視庁）[69][70]
- ダイハツ #原宿マジだいはつ コラボイベント（2019年6月24日 - 7月7日、ダイハツ工業）[71]
  - おちゃらけ戦隊ダイハチューム のメンバーとして参加。
- ぼくチラ。（2019年10月28日、TAKOASHI SHOKOTEN）[72]
- 春日製紙工業（2020年10月25日、春日製紙工業）[73][74]
- 住友建機 Web-CM（2021年1月29日、住友建機）[75][76]
- UR賃貸『団地姫日記』（2022年3月） - 姫 役[77]
- スズキ ワゴンRスマイル「スマイルステップ」篇（2022年8月、スズキ）[78]
- あなぶきグループ「あなぶきにしてよかった」（2023年）

### モデル
- メガネのヨネザワ パンフレット
- 熊本小国町 ファッションSHOW（浴衣）
- 熊本県石油商業組合 ポスター
- まちなかコレクション 熊本復興ファッションSHOW
- 熊本ホテルキャッスル ブライダル和装
- 熊本堤写真館 七五三モデル
- ブライダルSHOW（天草）
- 髪宴 和装モデルSHOW
- 城南コベッツ 広告モデル（2018年7月6日、城南進学研究社）
- NUOVO 広告モデル（2020年4月、ABC-Mart）
- KANGOL REWARD INFLUENCERS COLLABORATION（2021年10月、株式会社UDG）[79]
  - コラボアイテムとしてTシャツ、ZIPパーカーをリリース
- FILA シューズモデル（2022年9月、ABC-Mart）[80]

### イベント
- ダンススプラッシュ - MC、ファッションショー出演
- ミス・ユニバース熊本大会 - MC
- 熊本日日新聞
- ミス・ティーン・ジャパン九州大会 グランプリ受賞
- オートポリス バイクイベント（大津、マツダ）
- 映画『カーテンコール 〜curtain call〜』トークイベント
- KANSAI COLLECTION 2021 SPRING ＆ SUMMER（2021年3月7日、関西コレクション実行委員会）[81]
  - KAINO SPECIAL HAIR SHOW カットモデルとして出演
- 神戸インディペンデント映画祭2021（2021年11月26日、神戸インディペンデント映画祭）[82][83]

### その他
- くまもと中央カントリークラブ ポカリスエットイメージガール

## 書籍

### 写真集
- 1st 写真集『園田あいかです。』(2021年10月24日、トランスワールドジャパン)
- マイナスイオン（2022年9月3日、株式会社GーSTYLE）[84]

### 雑誌
- 週刊ヤングジャンプ No.16 特大号 通巻1866号（2018年3月22日、集英社）
  - プレゼントページにグラビアが掲載
- BUBKA (ブブカ) 2018年6月号（2018年4月28日、白夜書房）
  - 「南波一海のライブアイドル a go go!!」にインタビューが掲載
- 週刊ヤングジャンプ No.30 特大号 通巻1879号（2018年6月28日、集英社）
  - 「ヤングジャンプ制服コレクション 2018（制コレ18）」 一次メンバーに選出。出席番号は9番[5]。
  - 表紙、巻頭、センター、巻末のグラビアに掲載。
- 週刊ヤングジャンプ No.32 通巻1881号（2018年7月12日、集英社）
  - 巻末グラビア「制コレ18 水着後編」に掲載。
- OVERTURE No.018（2019年3月25日、徳間書店）
  - 新世代アイドル2019 に掲載[85][86]
- 週プレ2021年2月8日号No.6（2021年1月25日、集英社）[87][88]
- FLASH 2021年11月9日･16日号 通巻1623号 (2021年10月26日、光文社)[89]

### その他
- NEXTGIRL図鑑2021-2022 (2021年10月29日、玄光社)[90][91]